# Arnaud de Salette
 (novembre 2018).
Si vous disposez d'ouvrages ou d'articles de référence ou si vous connaissez des sites web de qualité traitant du thème abordé ici, merci de compléter l'article en donnant les références utiles à sa vérifiabilité et en les liant à la section « Notes et références ».
Œuvres principales
Los Psalmes de David metuts en rima bernesa
Arnaud de Salette (en norme classique de l'occitan : Arnaud de Saleta), né vers 1540, mort entre 1579 et 1594, était un pasteur protestant et professeur béarnais.
Principal de l'académie protestante à Orthez, il est l'auteur d'une traduction en gascon béarnais du « Psautier de Genève », commandée par Jeanne d'Albret. L'ouvrage, imprimé à Orthez par Louis Rabier, est publié en 1583.

## Biographie
Fils naturel d'un proche collaborateur de la reine de Navarre Jeanne d'Albret qui finira président du Conseil souverain de Béarn, Arnaud de Salette (Arnaut de Saleta) nait vers 1540, sans doute à Pau. Après des études de droit, probablement à Toulouse, il exerce peut-être un moment la profession d'avocat, avant d'être reçu pasteur en 1567. La même année, il est nommé comme second pasteur d'Orthez où il devient l'un des principaux professeurs de l'académie protestante de la ville, et entreprend la traduction des psaumes en béarnais.
Les guerres de religion le forcent ensuite à s'installer à Navarrenx en 1569, puis Lescar où s'est transportée l'académie. On suit sa trace ensuite entre Bidache, Lembeye et Serres. En 1578, il est l'un des aumôniers de Catherine de Bourbon, régente de Béarn.
En 1598, sa veuve se remarie avec Eliézer Cartier, régent de 5e à l'Université d'Orthez.

## Son œuvre
Composée entre 1568 et 1571, la traduction des Psaumes en vers béarnais (Los Psalmes de David metuts en rima bernesa) est un des premiers monuments de la littérature gasconne et béarnaise (après les Récits d'histoire sainte en béarnais, anonyme, XVe siècle, Les Psaumes de David, viratz en rythme gascoun [1565] et les Poesias Gasconas [1567] de Pèir de Garròs). Ils ont été publiés en 1583 par Louis Rabier, «imprimur deu Rei» auprès de l'académie protestante d'Orthez, imprimeur qui avait déjà publié à Orléans en 1565 une édition du Psautier de Genève, c'est-à-dire des Psaumes mis en vers français par Clément Marot et Théodore de Bèze avec les mélodies de l'Église de Genève. Basée sur les mêmes mélodies, la version de Salette n'en est pourtant pas une copie. Elle s'appuie sur la traduction des Psaumes réalisée par Loys Budé, qui fut reprise ensuite dans la version révisée de la Bible de Genève publiée en 1551 sous l'autorité de Calvin. L'adaptation béarnaise des Psaumes a sans aucun doute été utilisée et chantée par l'église protestante béarnaise jusqu'à l'annexion forcée à la France par Louis XIII en 1620 et même après, comme en témoignent les écrits d'un auteur catholique du XVIIe siècle, Jean-Henri Fondeville.

## Citations
Texte transcrit en "orthographe occitane moderne"
(Psaume 144, 1)
Laudors a Diu qui mon ròc estar denha
E qui mas mans a las armas ensenha
E qui mos dits a la batalha apren !
Sa gran bontat urós sus tots me rend,
Eth es ma guarda, eth es ma fortalessa,
Ma deliurança e ma rondèla espessa,
Jo'm hidi en eth qui dejús mon poder
Assubjectit mon pòple'm hè véder.
Louanges à Dieu qui daigne être mon rocher
Et qui enseigne mes mains au maniement des armes,
Et exerce mes doigts à la bataille !
Sa grande bonté me rend plus heureux que tous,
Il est ma garde, il est ma forteresse,
Ma délivrance et mon fort bouclier ;
Je me confie en lui qui me permet de voir
Mon peuple assujetti à mon pouvoir.

## Anecdotes
Dans son adresse versifiée au roi Henri III de Navarre, vicomte souverain de Béarn et futur roi de France Henri IV, Salette rappelle que Dieu a voulu que le roi David chante ses psaumes en hébreu, que d'autres prophètes parlent ensuite « grec et latin », etc.
« Despuish, eth a parlat enter nos lo francés,
E ara, com auditz, eth parla lo bernés ;
Lo bernés pauc batut en versificatura,
Totasvetz qui receu la medisha mesura
Que lo sobte gascon ni lo francés gentiu,
E exprima autan plan, ça cuti jo, l'ebriu
De David que los auts. »
(Puis il a parlé parmi nous le français, et maintenant, comme vous l'entendez, il parle le béarnais; le béarnais peu employé en versification, reçoit toutefois la même mesure que le souple gascon et le noble français ; il exprime aussi bien que les autres, je pense, l'hébreu de David.)